# Alberto Grimaldi
Alberto Grimaldi (Nápoles, 28 de marzo de 1925 - Miami, 23 de enero de 2021) fue un productor de cine italiano.

## Biografía
Alberto Grimaldi nació en Nápoles y estudió derecho. En 1962 fundó su propia productora, PEA, y estrenó al año siguiente su primer largometraje como productor, Cabalgando hacia la muerte y su primer spaghetti western, titulado I due violenti (1964). Sus películas más importantes como productor fueron Per qualche dollaro in più (1965), Il buono, il brutto, il cattivo (1966), ambas dirigidas por Sergio Leone, quien inicialmente buscaba solo su asesoría legal, El último tango en París (1972) y Gangs of New York (2002).
Grimaldi murió por causas naturales en Miami el 23 de enero de 2021, a la edad de 95 años. Le sobreviven sus hijos, Massimo, Maurizio y Marcello.

## Filmografía
- Cabalgando hacia la muerte, 1962.
- Los rurales de Texas 1964.
- Per qualche dollaro in più, 1965.
- Das Vermächtnis des Inka, 1965.
- La muerte cumple condena, 1966.
- Requiem per un agente segreto, 1966.
- Viva gringo, 1966.
- La resa dei conti, 1966.
- Il buono, il brutto, il cattivo, 1966.
- Scusi, facciamo l'amore?, 1967.
- Attentato ai tre grandi, 1967.
- Faccia a faccia, 1967.
- Il mercenario, 1968.
- Histoires extraordinaires, episodio "Toby Dammit", 1968.
- Queimada, 1969.
- Le diable par la queue, 1969.
- Ehi amico... c'è Sabata, hai chiuso!, 1969.
- Rebus, 1969.
- Un tranquillo posto di campagna, 1969.
- Satyricon, 1969.
- Oceano, 1971.
- Indio Black, sai che ti dico: Sei un gran figlio di..., 1971.
- Il Decameron, 1971.
- È tornato Sabata... hai chiuso un'altra volta, 1971.
- Africa ama, 1971.
- Trastevere, 1971.
- I Racconti di Canterbury, 1972.
- E poi lo chiamarono il magnifico, 1972.
- Ultimo tango a Parigi, 1972.
- Man of La Mancha (1972)
- La caza del oro, 1972.
- Storie scellerate, 1973.
- Il fiore delle mille e una notte, 1974.
- ll mio nome è Scopone e faccio sempre cappotto, 1975.
- Salò o le 120 giornate di Sodoma, 1976.
- Cadaveri eccellenti, 1976.
- Novecento, 1976.
- Il Casanova di Federico Fellini, 1976.
- Viaggio con Anita, 1979.
- Corse a perdicuore, 1980.
- Ginger e Fred, 1986.
- Gangs of New York , 2002.

## Premios y distinciones
Premios Óscar
| Año  | Categoría      | Película          | Resultado |
| ---- | -------------- | ----------------- | --------- |
| 2003 | Mejor película | Gangs of New York | Nominado  |